# Magny-Vernois
Magny-Vernois é uma comuna francesa na região administrativa de Borgonha-Franco-Condado, no departamento de Alto Sona. Estende-se por uma área de 6,38 km². Em 2010 a comuna tinha 1 417 habitantes (densidade: 222,1 hab./km²).